# یواس‌اس پیتسبورگ (اس‌اس‌ان-۷۲۰)
یواس‌اس پیتسبورگ (اس‌اس‌ان-۷۲۰) (به انگلیسی: USS Pittsburgh (SSN-720)) یک زیردریایی است که طول آن ۱۱۰٫۳ متر (۳۶۱ فوت ۱۱ اینچ) می‌باشد. این زیردریایی در سال ۱۹۸۴ ساخته شد.